# (27975) Mazurkiewicz
(27975) Mazurkiewicz (1997 UJ1) – planetoida z pasa głównego asteroid okrążająca Słońce w ciągu 4,52 lat w średniej odległości 2,73 au. Została odkryta 23 października 1997 roku w Prescott przez Paula Comba. Nazwa planetoidy została nadana na cześć Stefana Mazurkiewicza, polskiego matematyka.